# Toxophora maculipennis
Toxophora maculipennis är en tvåvingeart som beskrevs av Karsch 1886. Toxophora maculipennis ingår i släktet Toxophora och familjen svävflugor. Inga underarter finns listade i Catalogue of Life.